# Cortinarius quarciticus
Cortinarius quarciticus H. Lindstr. – gatunek grzybów należący do rodziny zasłonakowatych (Cortinariaceae).

## Systematyka i nazewnictwo
Pozycja w klasyfikacji według Index Fungorum: Cortinarius, Cortinariaceae, Agaricales, Agaricomycetidae, Agaricomycetes, Agaricomycotina, Basidiomycota, Fungi.
Jest to niedawno (w 1994 r.) wyróżniony nowy gatunek zasłonaka. Jak dotąd nie posiada nazwy polskiej.

## Morfologia
Kapelusz
Średnica 3–7 cm, za młodu wypukły, potem rozpostarty z szerokim garbem. Brzeg początkowo podwinięty, potem prosty. Jest słabo higrofaniczny, nawet w stanie wilgotnym kapelusz nie jest prążkowany. Powierzchnia sucha, co najwyżej nieco lepka, na środku kapelusza ochrowa lub ochrowobrązowa, przy brzegu szaroliliowa lub szaroochrowa z fioletowym odcieniem, w stanie suchym jasno szaroochrowa. Zasnówka szara.
Blaszki
Wąsko przyrośnięte, średnio gęste, początkowo liliowe, potem ciemniejsze – o barwie od płowoliliowej do płowobrązowej. Ostrza gładkie.
Trzon
Wysokość 4–9 cm, grubość 6–14 mm, walcowaty, w podstawie. z bulwą o średnicy do 2,5 cm. Powierzchnia sucha, jasnofioletowa, w podstawie kremowa lub jasnoochrowa ze słabo widocznymi resztkami białej osłony.
Miąższ grzyba
Mięsisty, o barwie od białawej do kremowej, w trzonie i nad blaszkami liliowy. Smak i zapach niewyraźny.

## Występowanie i siedlisko
Znane są jego stanowiska tylko w Europie oraz w prowincji Québec w Kanadzie. W Europie jest szeroko rozprzestrzeniony, ale rzadki. Opisano jego występowanie w Skandynawii, Francji, Hiszpanii i Włoszech. Znaleziony został również w Polsce. Jego stanowiska podali T. Ślusarczyk w 2013 r. oraz D. Karasiński i inni w 2015 r. Stanowiska tego gatunku w Polsce podaje także internetowy atlas grzybów.
Grzyb mykoryzowy. Rośnie w sosnowych lasach i na wrzosowiskach, preferuje gleby kwaśne i piaszczyste.